# Wacławów (Grande-Pologne)
Pour les articles homonymes, voir Wacławów.
Wacławów (prononciation : [vat͡sˈwavuf]) est un village polonais de la gmina de Lądek dans le powiat de Słupca de la voïvodie de Grande-Pologne dans le centre-ouest de la Pologne.
Il se situe à environ 5 kilomètres à l'est de Lądek (siège de la gmina), à 12 kilomètres au sud-est de Słupca (siège du powiat) et à 77 kilomètres à l'est de Poznań (capitale régionale).
Le village possédait une population de 213 habitants en 2011.

## Histoire
De 1975 à 1998, le village faisait partie du territoire de la voïvodie de Konin.

Depuis 1999, Wacławów est situé dans la voïvodie de Grande-Pologne.